# 一力一家組事務所撤去活動
一力一家組事務所撤去活動（いちりきいっかくみじむしょてっきょかつどう）は、1985年（昭和60年）3月から3年後の2月まで、静岡県浜松市で行われた地元住民らによる暴力団・四代目山口組一力一家組事務所の撤去運動。一力一家事件とも呼ばれる。住民運動のリーダーは水野栄市郎。

## 住民運動の経緯
1986年（昭和61年）8月中旬、暴力団・四代目山口組（組長代行は中西一男）一力一家（組長は青野哲也）が、静岡県浜松市（現在の中央区）海老塚の新築ビルに、組事務所を移転した。地元住民が組事務所反対運動（暴力団追放運動）を展開した。
同年11月5日、一力一家・青野哲也組長は、暴力団追放運動で精神的苦痛を受けたとして、水野栄一郎ら暴力団追放運動の代表9人に、慰謝料1000万円を要求し、静岡地方裁判所浜松支部に提訴した。
1987年（昭和62年）6月20日、静岡県浜松市海老塚地区の暴力団追放運動住民側弁護団団長・三井義廣が、一力一家組員に刺され、重傷を負った。
同年9月24日、大阪弁護士会は、四代目山口組顧問弁護士・山之内幸夫を「弁護士の品位を著しく傷つけた」として、戒告処分とした。
同年10月9日、静岡地裁浜松支部は、「一力一家は、ビル内で定例会を開くなどしてはならない」という判断を示した。住民運動側は、静岡地裁浜松支部に人格権を元に、一力一家のビル使用差し止めを求めた仮処分を申請していた。
同年11月20日、静岡地裁浜松支部は、一力一家に対し、「一力一家が1日に延べ7人以上の組員をビル内に立ち入らせた場合、一力一家は、住民側に1日につき100万円を支払うこと」とした間接強制を決定。
この頃、静岡県警察浜松中央警察署も、暴追運動支援のため、警備派出所を暴力団事務所真正面に設置（2階が自治会の監視所）。
1988年（昭和63年）1月2日、一力一家追放運動に参加していたタクシー運転手が、一力一家組員に切りつけられ、1ヶ月の重傷を負った。
同年2月19日、静岡地裁浜松支部で、一力一家と地元住民が和解した。一力一家は、「静岡県浜松市海老塚から組事務所を撤去すること」、「今後、ビルを組事務所に使わないこと」などに合意した。
1991年（平成3年）3月12日午後5時すぎ、静岡県浜松市海老塚で、水野栄市郎が、何者かによって顔面を刃物で切られ、30数針の重傷を負わせられた。

## 住民運動について
- 新右翼の野村秋介は、「一力一家問題を考える会」を立ち上げ、暴力団・一力一家を擁護した。